# Дружнє (Полєський район)
Дружнє (рос. Дружное) — селище Полєського району, Калінінградської області Росії. Входить до складу Тургенєвського сільського поселення.
Населення —  132 особи (2015 рік). 

## Населення
| 2002 | 2010 |
| ---- | ---- |
| 149  | ↘132 |